# Louis Alphonse, Duce de Anjou
Prințul Louis Alphonse de Bourbon, Duce de Anjou (franceză Louis Alphonse Gonzalve Victor Emmanuel Marc de Bourbon; spaniolă Luis Alfonso Gonzalo Víctor Manuel Marco de Borbón y Martínez-Bordiú; n. 25 aprilie 1974, Madrid) este membru al Casei regale de Bourbon și unul dintre actualii pretendenți la tronul Franței ca Ludovic al XX-lea.
El este recunoscut ca "Șef al Casei de Bourbon" și pretendent de drept la coroana franceză de către fracțiunea legitimistă a regaliștilor francezi, care, de asemenea, îl consideră ca fiind moștenitorul senior pe linie masculină al lui Hugh Capet, fiind descendentul senior al regelui Ludovic al XIV-lea al Franței (domnie 1643-1715) prin nepotul său regele Filip al V-lea al Spaniei.
Louis Alphonse este strănepot al regelui Alfonso al XIII-lea al Spaniei și verișor de gradul doi al regelui Felipe al VI-lea al Spaniei. Prin mama sa, el este strănepot al fostului dictator al Spaniei, Francisco Franco, și este de așteptat să succeadă la ducatul de Franco deținut de bunica sa, Carmen Franco.